# G. Love

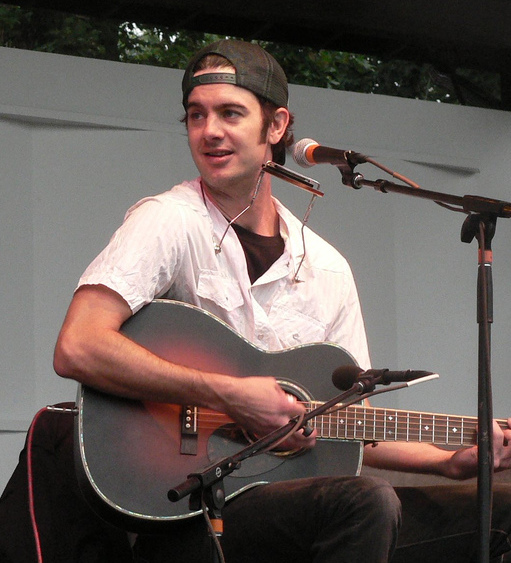
G. Love in Pittsburgh, 2007

Garrett Drew Dutton (Philadelphia, 3 oktober 1972), ook wel bekend onder zijn artiestennaam G. Love, is een Amerikaanse zanger en gitarist en frontman van G. Love & Special Sauce.

## Biografie
G. Love werd geboren als zoon van een bankmedewerker in de wijk Society Hill in Philadelphia, Pennsylvania. Hij begon met gitaar spelen toen hij 8 jaar oud was en schreef zijn eerste nummer in de ninth grade; derde klas middelbare school. Dutton haalde zijn inspiratie uit de muziek van onder andere singer-songwriters Bob Dylan en John Hammond Jr.. Ook de 'old-school' hip-hop van Run DMC, Beastie Boys en zijn stadsgenoot Schoolly D waren van invloed op zijn stijl.
Na van school gegaan te zijn, vertrok hij naar Boston, Massachusetts om voor de organisatie Peace Action geld in te zamelen door middel van optredens. In januari 1993 ontmoette hij tijdens zo'n optreden in de bar The Tam O'Shanter drummer Jeffrey Clemens. Ze begonnen als duo op te treden en enkele maanden later al voegde bassist Jim Prescott zich bij het tweetal. Het trio werd op maandagen de vaste huisband van The Plough and Stars in Cambridge, Massachusetts.
Tijdens het surfen, ontmoette G. Love de Hawaïaanse zanger en gitarist Jack Johnson. In 1999 namen ze samen het door Johnson geschreven nummer Rodeo Clowns op voor G. Loves album Philadelphonic. In 2003 verscheen het ook op Johnsons tweede studioalbum On And On, waar hij het solo zong. Het was het begin van een goede vriendschap en samenwerking. G. Love ging geregeld samen op tournee met Jack Johnson en zijn band. In 2006 sloten zij samen een contract op Johnsons eigen platenlabel Brushfire Records.

## Discografie

### Albums

#### Solo
- Oh Yeah (Philadelphonic Records, 1998)
- The Hustle (Brushfire Records, 2004)
- Lemonade (Brushfire Records, 2006)
- Fixin' To Die (2011)

#### MetSpecial Sauce
- Back In The Day (1993)
- G. Love & Special Sauce (Epic Records, 1994)
- Coast to Coast Motel (Epic Records, 1995)
- Yeah, It's That Easy (Epic Records, 1997)
- Has Gone Country (1998)
- Philadelphonic (550 Music, 1999)
- Front Porch Loungin (2000)
- Electric Mile (550 Music, 2001)
- Best Of (Sony, 2002)
- Superhero Brother (Brushfire Records, 2008)
- Long Way Down (Philadelphonic Records, 2009)

- Bibsys: 8020889
- Bibliothèque nationale de France: cb14609753f (data)
- Gemeinsame Normdatei: 135395704
- International Standard Name Identifier: 0000 0003 6846 9940
- Library of Congress Control Number: no99076916
- MusicBrainz: f96ebe5e-fa84-4583-95b0-962a1b0f1b57
- Nationale Bibliotheek van Tsjechië: xx0029998
- Système universitaire de documentation: 085188735
- Virtual International Authority File: 73494129
- WorldCat: E39PBJtRJbqqGBd3x7KrDMxMT3